# Colostygia bellaria
Colostygia bellaria là một loài bướm đêm trong họ Geometridae.